# Tituria planata
Tituria planata är en insektsart som beskrevs av Fabricius 1794. Tituria planata ingår i släktet Tituria och familjen dvärgstritar. Inga underarter finns listade i Catalogue of Life.